# Hökänsaaret
Hökänsaaret är en ö i Finland. Den ligger i sjön Päijänne och i kommunen Kuhmois i landskapet Mellersta Finland, i den södra delen av landet, 150 km norr om huvudstaden Helsingfors. Öns area är 0,8 hektar och dess största längd är 130 meter i nord-sydlig riktning.  Notera att namnet antyder att det är fråga om flera öar.